# Villa Ojo de Agua
Villa Ojo de Agua es la ciudad cabecera del departamento Ojo de Agua, provincia de Santiago del Estero. Dista 209 km de la ciudad capital provincial Santiago del Estero, llegando a ésta por RN 9.
Ubicada al sur de Santiago del Estero, y a al norte de la Ciudad de Córdoba, Villa Ojo de Agua se encuentra enclavada en la Región de las sierra, bajos, cañadas y salinas del sur. Atravesada por la Ruta Nacional N°9, carretera que une Buenos Aires con la Quiaca, circula un gran número de personas que se dirigen a diferentes ciudades del norte del país.

## Historia
El nombre de Villa Ojo de Agua proviene de un manantial y desde el siglo XVI fue una parada obligada en el camino de carretas por Santiago del Estero de Buenos Aires a Potosí. Irónicamente el 80 por ciento de su población no cuenta con agua potable. 
Esta centenaria villa comenzó siendo una estancia (siglo XVIII), propiedad que fue vendida a un sacerdote, el presbítero Pedro Pablo Chávez, párroco del curato de Sumampa, quien en 1818 donó las tierras a su sobrina María Mercedes Olmos, y aquella época la localidad era conocida con el nombre de Estancia Ojo de Agua. 
Se cuenta que este nombre lo llevó porque al extremo norte afloraba una vertiente que para los pobladores de la época parecía un ojo, y de allí manaba agua en abundancia. 
El departamento Ojo de Agua tuvo varias mercedes así como fortines, pero la merced más antigua del departamento es Cantamampa, que data -según el Dr. Orestes Di Lullo- de 1.575 y su significado es “Agua que canta”. 
Antes de la llegada de los españoles, los naturales que poblaban esa región eran los indios sanavirones que habitaron toda la región. 
La ciudad se encuentra a 210 km de la ciudad capital de Santiago del Estero y a 230 km de la ciudad de Córdoba.

## Población
Cuenta con 6,776 habitantes (Indec, 2010)  lo que representa un incremento del 16,1 % frente a los 5,832 habitantes (Indec, 2001) del censo del 2001. Esta población la sitúa como el 11.ª aglomerado urbano de su provincia.
| Gráfica de evolución demográfica de Villa Ojo de Agua entre 1960 y 2010 |
|                                                                         |
| Fuentes: INDEC                                                          |

## Turismo
- Cantamampa: a 4,5 km, en el corazón de las sierras. El «Arroyo Cantamampa» corre entre los cerros. Las serranías están vegetadas, dando sombra. Un lugar pintoresco. 2018, el río ya no tiene caudal.

- El Cajón: a 15 km, es un encajonamiento significativo; hay pinturas rupestres.

- Pinturas Rupestres «Inti Huasi» Casa del Sol: a 10 km, hay pictogramas sanavirones.

- Arroyo Lascano: a 7 km, el arroyo corre entre peñascos, laderas de los cerros aptos para senderismo.

- «Cisco Huasi» Casa de los Pájaros: a 4 km y a orillas del arroyo Lescano está el cerro Huasi, de poca altitud, pero sobresaliente entre los otros, por su forma y por los miles de pájaros.

- «Embalse de Báez»: a 7 km, ideal para acampar, densa forestación.

### Fiesta Aniversario de la Ciudad
Cada 25 de Agosto se realizan los festejos por el aniversario de la fundación de Villa Ojo de Agua.

### Festival Nacional del Artesano
Villa Ojo de Agua, desde tiempos inmemoriales es tierra de artesanos, de las manos más preciadas, y calificadas de la región. Así, la ciudad de Villa Ojo de Agua es llamada la “Ciudad de las Artesanías” y, en cada rincón del departamento homónimo, hay uno de ellos guardando celosamente verdaderas reliquias cuyo valor está dado por las horas de trabajo, dedicación, sacrificio y esfuerzo cotidiano, afinando cada detalle.
El Festival Nacional del Artesano, es un espectáculo folclórico nacional y popular.
Cada año, en el último fin de semana de cada mes de febrero, tiene lugar el evento más importante del cancionero popular en Villa Ojo de Agua.
Considerado unos de los más importantes entre los festivales folclóricos del país, se realiza la última semana de cada mes de febrero finalizando así el periodo festivalero del norte.
Con Artistas de renombre, concurren en esta ciudad miles de turistas que provienen de distintas provincias para disfrutar de la amplia y autóctona gastronomía, artesanías de todo el país y por supuesto lo mejor del Folclore Argentino.

### Fiestas patronales
Cada 24 de Septiembre se celebran las fiestas patronales en honor a Nuestra Señora de La Merced, Patrona  del lugar.

### Fiesta de las Alumbradas
Es una celebración cultural tradicional y única en su expresión que inició hace 100 años atrás. 
Es el único lugar de nuestro país donde se celebra de una manera particular el día de los Santos y el día de los Fieles Difuntos - 1 y 2 de noviembre respectivamente- donde miles de creyentes se congregan en el cementerio municipal para alumbrar a sus santos difuntos, tradición que data de más de 100 en la historia de este pueblo. Además de la particularidad de la celebración y la veneración en el cementerio local, es costumbre compartir las comidas típicas y los puestos gastronómicos que adornan la celebración y una quermés multitudinaria en las inmediaciones del cementerio local.

## Parroquias de la Iglesia católica en Villa Ojo de Agua
| Diócesis  | Santiago del Estero         |
| --------- | --------------------------- |
| Parroquia | Nuestra Señora de la Merced |